# Eren Jaeger
L'Eren Jaeger (japonès: エレン・イェーガー, hepburn: Eren Iēgā, conegut com  Eren Yeager en anglès) és un personatge fictici i protagonista del manga Atac als titans de Hajime Isayama.
Eren és un adolescent que anhela la venjança contra unes criatures enormes conegudes com a Titans els quals van devorar la seva mare i destruir la seva ciutat natal al districte de Shiganshina, a l'interior del mur Maria. Per poder derrotar-los, Eren s'allista a l'exercit i s'uneix al cos d'exploració—l'elit de soldats que lluiten contra els titans a l'exterior dels murs i n'estudien la naturalesa per entendre contra què s'enfronten. A mesura que la història avança, Eren aconsegueix el poder de convertir-se en un Tità que més endavant serà conegut amb el nom del "Tità d'Atac". Eren utilitza aquest poder per donar avantatge a la raça humana i fer front al seu enemic mentre descobreixen els misteris de la vertadera identitat dels titans i l'autèntica història de la humanitat. Eren també apareix en altres produccions audiovisuals com sèries tipus anime i videojocs.
Isayama va crear Eren amb la idea d’un personatge que tenia pors i somnis amb els quals l'espectador podia sentir-se identificat, però que alhora xocaven amb la seva pròpia foscor, donant lloc a múltiples canvis al llarg de la seva evolució. En l'adaptació anime, Eren ha estat doblat per Yūki Kaji en japonès i Bryce Papenbrook en anglès. Tots dos actors van trobar dificultats per emprar diferents tipus de veus en funció de com creix Eren a través de la narrativa. En les adaptacions de la pel·lícula d’acció en viu, és interpretat per Haruma Miura.
Les crítiques a Eren van ser inicialment bastant mixtes, trobant-lo massa antagònic i dur per la seva edat. Els comentaris positius es van centrar en els seus ideals i els poders del personatge en forma de Tità, així com en el seu arc. Malgrat tot, el personatge ha demostrat ser popular dins de la comunitat de fans de Shingeki no Kyokin.